# Маєток де Шодуара (Івниця)
Має́ток де Шодуа́ра (також Івницький парк) — колишній палацово-парковий комплекс, розташований у селі Івниця Житомирського району Житомирської області. Садиба, закладена наприкінці XVIII століття, належала відомому роду баронів де Шодуар. Комплекс, що включав палац, парк та господарські споруди, є пам'яткою архітектури та садово-паркового мистецтва загальнодержавного значення.

## Історія
Наприкінці XVIII століття село Івниця належало польському шляхтичу Яну Антонію Чернецькому. Ймовірно, саме він або його син Йозеф заклали ландшафтний парк на пологому лівому схилі річки Ів'янка та збудували палац. Будівля поєднувала в собі архітектурні стилі пізнього бароко та раннього класицизму.
У 1814 році маєток придбав барон Ян Йозеф де Шодуар. Його син, Станіслав де Шодуар, перетворив садибу на значний культурний осередок. Він зібрав у палаці багату колекцію старовинних монет та гравюр, предметів античності, а також величезну бібліотеку, що налічувала близько 40 000 томів, серед яких були старовинні рукописи та стародруки з автографами польських королів. Частина колекцій ще за життя Станіслава була продана до Ермітажу.
Останнім власником маєтку з роду Шодуарів був онук Станіслава — Іван Максиміліанович де Шодуар. У 1908 році він перевіз цінні колекції до свого нового палацу в Житомирі, а маєток в Івниці продав цукрозаводчику та меценату Миколі Артемійовичу Терещенку.
Палац був зруйнований під час революційних подій на початку XX століття. За іншими даними, його розібрали ще в середині XIX століття.

## Архітектура та парковий ансамбль
Палацово-парковий ансамбль в Івниці був зразком садибної архітектури XVIII—XIX століть. До нашого часу збереглися лише окремі елементи комплексу:
- Парадні в'їзні ворота у стилі бароко, виконані з червоної цегли. Композиція воріт складається з круглих та квадратних колон, згрупованих на трикутних п'єдесталах[5].
- Три з чотирьох сторожових веж огорожі, стилізовані під фортечні, з бійницями. Четверта вежа не збереглася[5].
- Господарська будівля[2].

Івницький парк є пам'яткою садово-паркового мистецтва загальнодержавного значення. Він був закладений як ландшафтний парк на площі 14 гектарів. У парку росте близько 45 видів дерев та чагарників, серед яких переважають ясен, ялина, липа, клен та в'яз. Близько 800 дерев є довгожителями, їхній вік перевищує 200 років. Серед них — старі сосни Веймута та ялини звичайні, діаметр стовбура яких сягає 110 см.

## Сучасний стан
У 1960 році Івницький парк отримав статус пам'ятки садово-паркового мистецтва. З 2010 року він перебуває під охороною ДП «Коростишівське лісове господарство».
Незважаючи на охоронний статус, комплекс перебуває в занедбаному стані. Парк заріс підліском, а вцілілі архітектурні споруди руйнуються. У 1985 році на території маєтку ще стояли всі чотири вежі, але до 1994 року місцеві жителі розібрали дві з них на цеглу.
Громадські активісти неодноразово намагалися привернути увагу до проблеми збереження пам'ятки, зокрема через проєкт «Спадок Шодуара. Збереження унікальних парків Полісся», поданий на грант від Житомирської ОДА.